# Интенсивность и экстенсивность труда
Интенсивность и экстенсивность труда — показатели труда, характеризующие его количество как длительностью рабочего времени (экстенсивные показатели), так и уровнем напряжённости труда (интенсивные показатели).

## Экстенсивность труда
Экстенсивность труда — изменение количества труда за счёт продолжительности рабочего времени: числа рабочих часов, рабочих дней, рабочих недель, месяцев. Экстенсивные показатели труда легко измерять, планировать, контролировать. В большинстве стран их границы регламентированы законодательно. Так в России основные вопросы, связанные с длительностью рабочего времени и его контролем рассматривает раздел IV Трудового кодекса.
Длительность рабочего времени в системной связи с минимальным размером оплаты труда формируют базовый уровень жизни.
Экстенсивные показатели учитывают лишь продолжительность труда во времени, подразумевая на протяжении рабочего времени некий стандартный неизменный уровень нагрузки.
Уровень трудовых ресурсов обычно измеряют численностью трудоспособного населения, но возможны подсчёты и суммарного фонда рабочего времени, что делает данный показатель экстенсивным измерителем совокупного труда в рамках отрасли или страны.
Нормативное количество человеко-часов для выполнения необходимых работ часто применяется в системах планирования (например, метод «затраты-выпуск», линейное программирование, сетевой график).

## Интенсивность труда
Интенсивность труда характеризует количество труда, затрачиваемое работником за определённый промежуток времени. Не следует путать «интенсивность» с «уровнем сложности» труда.
Одни авторы считают, что интенсивность труда можно измерять количеством энергии, расходуемой в процессе труда организмом работника в единицу времени (расход калорий в час или сутки). Недостатком такого подхода является техническая невозможность раздельно учитывать энергию, расходуемую для жизнеобеспечения организма, и энергию, расходуемую на получение полезного результата. Расход энергии у одних людей обычно сильно отличается от расхода у других людей, находящихся в идентичных условиях с одинаковой нагрузкой или вообще без нагрузки (например, у худых и толстых, у тренированных и физически слабых, у молодых и пожилых). При выполнении одной и той же работы с одной и той же скоростью затраты калорий у молодого борца сумо будут выше, чем у худенькой женщины средних лет. Ряд авторов отмечает, что многие работы вообще не требуют существенных физических усилий и они не нарастают при росте интенсивности. Например, интенсивность труда диспетчеров выражается в уровне концентрации внимания, скорости принятия решений, уровне стресса. Изменение интенсивности труда программистов может вообще не иметь внешних проявлений. Всё это делает не очевидным, что изменение в потреблении человеком энергии, кислорода или питательных веществ обусловлено изменением именно интенсивности труда.
Другие авторы рассматривают интенсивность труда как более комплексное понятие, которое зависит от:
- плотности использовании рабочего времени;
- затрачиваемых физических, нервно-умственных и психоэмоциональных усилий;
- темпа трудовых действий, скорости выполнения рабочих операций;
- количества выполняемых функций и обслуживаемых объектов (многостаночничество).

На интенсивность труда так же влияют возраст и пол трудящихся, природно-климатические факторы.
В исследовании 1998 года института социального развития ООН интенсивность труда понимается как отношение трудовой деятельности к способности человека выполнять данную работу. При этом не было предложено объективных критериев измерения уровня интенсивности труда, применимых для различных профессий и для разных социальных условий жизни. К аспектам интенсивности труда были отнесены многозадачность (одновременное выполнение нескольких видов деятельности, например, совмещение одним человеком ухода за больным взрослым, за ребёнком, работы по дому и на приусадебном участке), нехватка времени для досуга и отдыха после работы, последствия труда для здоровья, политическое и законодательное внимание к теме интенсивности труда. В исследовании был сделан вывод, что изменение интенсивности труда, выраженное через данные аспекты, по-разному влияет на жителей развитых и развивающиеся стран, особенно для работоспособных женщин. Несбалансированные политические решения, которые принимались ради облегчения условий жизни обездоленного населения (например, выделение дополнительных земельных наделов без предоставления средств механизации сельского труда) на практике приводили к резкому увеличению потребности в рабочих руках в хозяйстве, что увеличивало интенсивность труда, снижало возможность для отдыха и восстановления здоровья.
Анализ специализированной литературы показывает, что по состоянию на 2021 год нет единой системы оценки интенсивности труда, применимой в разных сферах деятельности. Предлагаемые системы показателей ориентированы главным образом для оценки интенсивности однотипного труда рабочих промышленных предприятий, в частности с конвейерным производством.
Оптимальная интенсивность сводится к достижению максимальной производительности труда в долгосрочной перспективе. Заниженная интенсивность труда приводит к росту затрат на единицу продукции. Завышенная интенсивность позволяет на короткий срок увеличить выпуск продукции со снижением удельной себестоимости, но со временем это приводит к переутомлению и его последствиям (потеря качества, повышение брака, травматизм, необщительность), а также к ускоренной утрате рабочей силы (развитию профзаболеваний, текучести кадров, потере интереса к профессии у молодёжи).

## Интенсивность и экстенсивность труда в марксизме
Карл Маркс в 15 главе первого тома «Капитала» провёл разграничение, между экстенсивной величиной труда (длительностью рабочего дня), его интенсивной величиной (количеством труда, затрачиваемым в течение оговоренного времени) и производительной силой труда (количеством продукта, которое может дать одно и то же количество труда в течение данного времени в разных по технологии условиях производства). Маркс отметил, что каждый из этих параметров может оставаться стабильным, увеличиваться или уменьшаться на разную величину, что в итоге даёт «самые разнообразные комбинации», основные из которых он рассмотрел подробно.
При неизменной длительности рабочего дня количественный рост выпуска продукции возможен как из-за роста интенсивности труда, так и при росте производительности. Но при этом будет по разному меняться стоимость дневного выпуска и, соответственно, стоимость единицы продукции.
По мнению Маркса, «чистый» рост производительности труда (например, вызванный применением нового оборудования без изменения в сырье) не приводит к дополнительному расходу рабочей силы за отработанный день и не требует дополнительной оплаты. В этом случае не изменившиеся дневные затраты труда распределяются между возросшим количеством выпущенной продукцией, что приводит к понижению стоимости единицы товара.
В случае одинаковой длины рабочего дня, неизменной «производительной силы труда» (те же оборудование и прочие условия), но роста интенсивности труда (например, при увеличении скорости конвейера), количество выпущенной продукции также увеличится. Однако это произойдёт из-за повышенного расхода ресурсов организма (рабочей силы), которые надо будет восстанавливать также в увеличенном объёме, что потребует дополнительной оплаты. В итоге «стоимость единицы продукта остаётся неизменной, так как продукт стоит того же труда, что и раньше. Количество продуктов возрастает здесь, не вызывая падения их цены». Разумеется, общая стоимость выпущенной за день продукции увеличится.
Анализируя различные комбинации изменений длительности рабочего дня, производительности труда и его интенсивности, Маркс выделил «абсолютную» и «относительную» прибавочную стоимость.